# イグナツ・フリードリッヒ・タウシュ
イグナツ・フリードリッヒ・タウシュ（Ignaz Friedrich Tausch、1785年 - 1848年9月8日）は、チェコの植物学者。
オーストリアのトイジンク（Theusing、現在のカルロヴィ・ヴァリ州トウジム）出身。プラハ大学で哲学、医学、生物学を学ぶ。卒業後はプラハで植物学を教え、Canal de Malabaillas公爵の植物園の園長を務めた。
イネ科の植物タルホコムギ（Aegilops tauschii）は彼にちなみ命名された。

## 論文・著作
- Tausch, I. F. (1828). “Bemerkungen über einige Arten der Gattung Paeonia”. Flora, Regensburg 11 (6):  81-89.[1]
- 『ボヘミアの植物相』（1831年）